# Stereobalanus canadensis
Stereobalanus canadensis is een diersoort in de taxonomische indeling van de Hemichordata. Het dier behoort tot het geslacht Stereobalanus en behoort tot de familie Harrimaniidae. De wetenschappelijke naam van de soort werd voor het eerst geldig gepubliceerd in 1893 door Spengel.